# Pico Cola de Zorro
El Pico Cola de Zorro (en inglés: Foxtail Peak) es un pico que llega a unos 455 m s. n. m. y se ubica en el lado norte del glaciar Neumayer, a unos 4 kilómetros al oeste de la bahía Carlita, en Georgia del Sur, en el océano Océano Atlántico. La soberanía de este territorio está en disputa entre el Reino Unido, el cual las administra como «Territorio Británico de Ultramar de las islas Georgias del Sur y Sandwich del Sur», y la República Argentina, que las integra al Departamento Islas del Atlántico Sur, dentro de la Provincia de Tierra del Fuego, Antártida e Islas del Atlántico Sur. El mapa de la zona fue trazado por la Expedición Antártica Sueca entre 1901 y 1904, bajo Otto Nordenskiöld. Fue revisado por la South Georgia Survey en el período 1951-1956 y nombrado por el Comité Antártico de Lugares Geográficos del Reino Unido por el Alopecurus (en inglés Antarctic foxtail grass) que crece en el pico.